# 2002 PH149
2002 PH149 est un objet transneptunien faisant partie des cubewano, encore mal connu puisque son arc d'observation est d'une seule journée. 

## Caractéristiques
2002 PH149 mesure environ 200 km de diamètre ; son arc d'observation est d'une seule journée.